# Abdij van Mount Saint-Bernard
De Abdij van Mount Saint-Bernard (Engels: Mount St Bernard Abbey) is een trappistenabdij in Coalville (Leicestershire), Engeland. De abdij werd in 1835 opgericht en was het eerste permanente klooster dat sinds de Reformatie in Engeland werd gesticht en de abdij is de enige verblijfplaats van de Cisterciënzers in Engeland.

## Geschiedenis
De abdij van Mount Saint-Bernard werd in 1835 gesticht op grond van Ambrose Lisle March Phillipps De Lisle, een lokale landeigenaar en katholieke bekeerling die graag het monastieke leven in dit land wilde herintroduceren. Deze grond had hij gekocht van de politicus Thomas Gisborne the Younger. De broeders vestigden zich in het half vervallen huisje op de heuvel Tynt Meadow in Charnwood Forest, dat ze "Mount Saint Bernard" noemden. De monniken begonnen al snel met het cultiveren van het wilde en dorre land en een eerste klooster werd in 1837 geopend, ontworpen door architect William Railton.
Dankzij een schenking van John Talbot, de 16e graaf van Shrewsbury kon met de bouw van een permanent klooster begonnen worden. Een van de beroemdste architecten van de neogotische tijd, Augustus Welby Northmore Pugin, bood zijn diensten gratis aan en in 1844 werd het nieuwe klooster geopend op de plaats waar het nog steeds staat. In 1848 kreeg Mount Saint-Bernard de status van abdij met Dom Bernard Palmer als eerste Engelse abt sinds de Reformatie.

### Andere vestigingen
In 1963 kon de abdij van Mount Saint-Bernard een eigen klooster oprichten in Afrika, het Onze-Lieve-Vrouwklooster van Bamenda in Kameroen dat een onafhankelijke abdij werd met een gemeenschap die voornamelijk bestaat uit Afrikaanse monniken. Deze abdij stichtte vervolgens zelf het klooster van Onze Lieve Vrouw van de Engelen in Nsugbe, Nigeria.

### Trappistenbier
Op 6 maart 2017 trad de abdij van Mount Saint-Bernard toe tot de Internationale Vereniging Trappist. In 2017-2018 werd een brouwerij gebouwd in de abdij en vanaf 9 juli 2018 kwam Tynt Meadow Trappist Ale, een donker bier, op de markt. Waarschijnlijk zal in oktober 2018 het bier het officiële ATP-label krijgen en zo het twaalfde officiële trappistenbier in de wereld worden.

## Fotogalerij

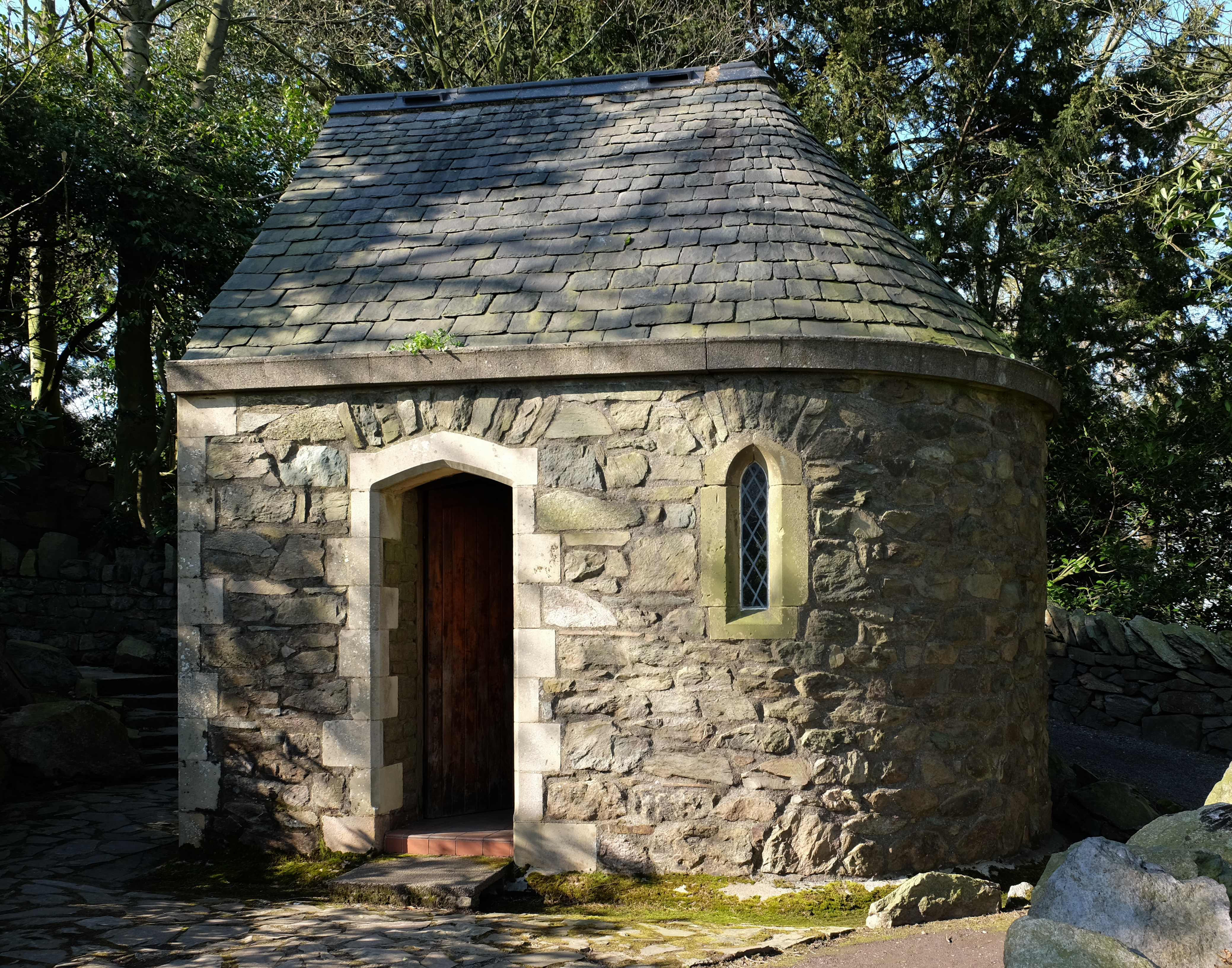
Chapel of Dolours 2016
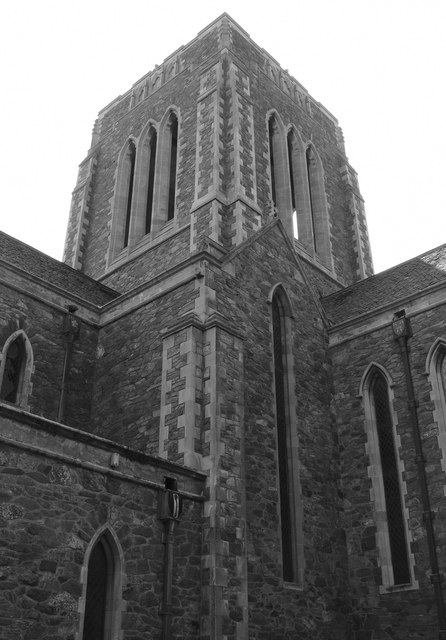
Abdijtoren
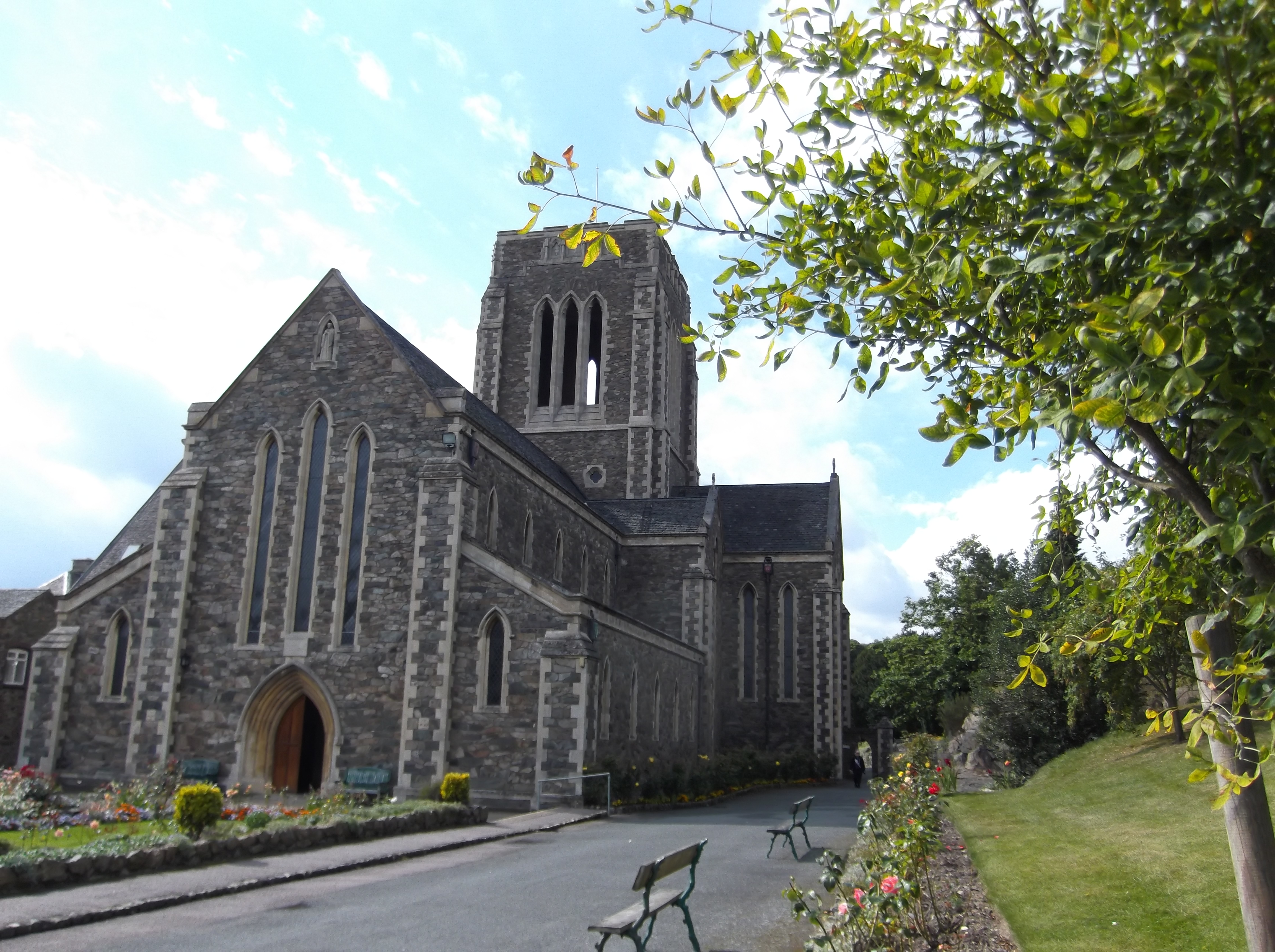
De abdij
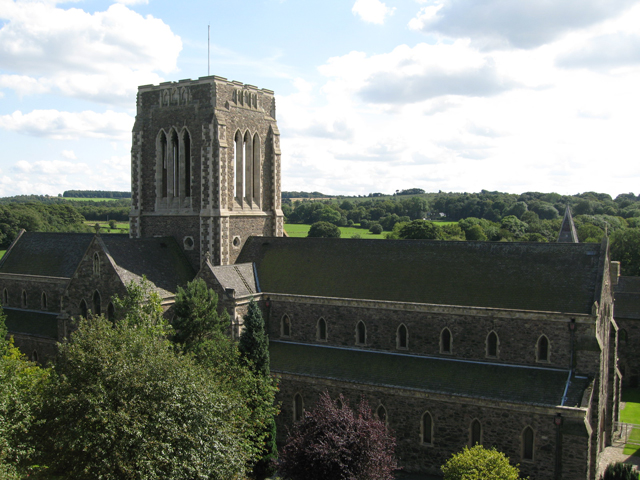
De abdij gezien vanop de calvarieberg